# Jind (stato)
Lo Stato di Jind fu uno stato principesco del subcontinente indiano, avente per capitale la città di Jind.

## Storia
La famiglia regnante nel Jind si riteneva discendente dal terzo figlio di Jaisal, Rai Hem, che lasciò i domini della sua casata per una delle frequenti diatribe col padre e si ricavò un principato personale attorno alle aree di Bhatinda e Bhatner. Il suo quarto successore, Khiwa, venne forzato a muoversi verso Kot Ladwa, dove sposò una ragazza della casta di Jat Basehra, contro le tradizioni della sua famiglia. Nacquero nuove polemiche ma i suoi discendenti vennero premiati col titolo di governatori dagli imperatori moghul nel 1526. L'incarico rimase ereditario sino a Phul, l'antenato Sikh della dinastia, che iniziò il governo su Patiala, Jind e Nabha
Lo Stato principesco di Jind venne però fondato nel 1763. I governanti appartenevano alla dinastia Phulkian. Il 25 aprile 1809 Jind divenne un protettorato britannico. Gajpat Singh governò col titolo di raja sino al 1789, e con Bhag Singh sino al 1819, Fateh Singh sino 1822 e con Sangat Singh sino 1834. Dopo tre anni di vacanza del trono, Sarup Singh ottenne il trono e lo mantenne sino al 1864, venendo succeduto da Raghubir Singh, che prese il titolo di Raja-i Rajgan nel 1881. Nel 1887 egli venne succeduto da Ranbir Singh, che divenne Maharaja nel 1911 e continuò il governo dello Stato sino alla sua annessione all'India nel 1947.
Il 20 agosto 1948, lo Jind divenne parte dello Stato del Punjab orientale e del Patiala e cessò di esistere come entità separata. Attualmente è parte dello Stato di Haryana.

## Governanti
|  |  |

### Raja
- 1763 - 11 novembre 1789 Gajpat Singh (n. 1738 - m. 1789) (imprigionato a Delhi 1767 - 1770)
- 11 novembre 1789 - 16 giugno 1819 Bhag Singh  (n. 1760 - m. 1819) 
  - marzo 1813 - 23 giugno 1814 Rani Sobrahi Kaur (f) -reggente (m. 1814)
- 23 giugno 1814 - 16 giugno 1819 Fateh Singh -Regent (n. 1789 - m. 1822)
- 16 giugno 1819 - 3 febbraio 1822 Fateh Singh
- 3 febbraio 1822 - 4 novembre 1834 Sangat Singh (n. 1810 - m. 1834)
- 30 luglio 1822 - 1827 Rani Mai Sahib Kaur (f)-reggente (m. dopo il 1847) (1ª volta)
- 4 novembre 1834 - 8 marzo 1837 Rani Mai Sahib Kaur (f)-reggente (2ª volta)
- 8 marzo 1837 - 26 gennaio 1864 Sarup Singh (n. 1812 - m. 1864)
- 26 gennaio 1864 - 24 maggio 1881 Raghubir Singh  (n. 1834 - m. 1887) (dal 31 dicembre 1875, Sir Raghubir Singh)

### Raja i Rajgan
- 24 maggio 1881 - 7 marzo 1887 Sir Raghubir Singh
- 7 marzo 1887 - 12 dicembre 1911 Ranbir Singh (n. 1879 - m. 1948) (dal 1º gennaio 1909, Sir Ranbir Singh)
  - 7 marzo 1887 - 10 novembre 1899.... -reggente

### Maharaja
- 12 dicembre 1911 - 15 agosto 1947 Sir Ranbir Singh